# Godert Willem de Vos van Steenwijk (1747-1830)
Godert Willem baron de Vos van Steenwijk, heer van de Hogenhof (1779-1785), de Oldenhof (1785-1798), en de Havixhorst (1798-1830), (Vollenhove, 17 oktober 1747 – De Wijk, 20 december 1830) was een Nederlands militair, patriot en politicus.
De Vos van Steenwijk was de tweede zoon van Jan Arent Godert de Vos van Steenwijk (1713-1779), drost van Vollenhove en lid van de Staten van Overijssel en Geertruid Agnes van Isselmuden tot Rollecate (1721-1793). Hij werd geboren op huize de Oldenhof bij Vollenhove. Het geslacht De Vos van Steenwijk behoorde tot de Overijsselse en Drentse adel.

## Werk en leven

### Achtergrond en vroege carrière (1771-1787)
De vader van Godert Willem was - voordat hij drost van Vollenhove werd in 1751 - regelmatig in Den Haag als Overijssels gedeputeerde in de Staten-Generaal en had een nauwe relatie met de hofkringen. Via die warme contacten kwam Godert Willem waarschijnlijk in Den Haag terecht in de kringen rondom de stadhouder Willem V. In 1768 behoorde hij tot de 28 jongelieden die de sociëteit Plaats Royaal oprichtten. De Vos van Steenwijk koos voor een militaire carrière en startte in 1771 als 'sousluitenant' te paard. In de jaren daarna bracht hij het tot kapitein-luitenant met de rang van luitenant-kolonel bij Z.H. Regiment Gardes te paard, ook wel genaamd Gardes du Corps van Willem V. In 1780 werd hij verschreven in de Staten van Overijssel wegens de havezate Hoogenhof in de buurschap Welsum. Deze had zijn vader in 1767 gekocht van Christiaan Warnar Jacob baron van Coevorden, heer van Doorn. In datzelfde jaar werd ook zijn jongere broer Reint Hendrik (1755-1836) verschreven vanwege de havezate Hogenhof. Zijn oudere broer Jan Arend (1746-1813) was al sinds 1770 lid van de Staten van Overijssel wegens de ouderlijke havezate Nijerwal en zeer invloedrijk binnen de V.O.C.. Net als zijn broers was Godert Willem de Vos van Steenwijk een aristocratisch patriot. Oudste broer Jan Arend de Vos van Steenwijk was een van de patriottenleiders in Overijssel en jongste broer Carel de Vos van Steenwijk was de leider van het patriottisme in Zuidwest-Drenthe.

### Gedwongen werkloos (1787-1795)
Toen in 1787 de patriotten het veld moesten ruimen, nadat de Pruisen het land binnenvielen, weigerden alle broers De Vos van Steenwijk de verplichte eedaflegging in de staten. De drie oudste broers legden daarop hun bestuursfuncties in Overijssel neer. Jongste broer Carel deed in de Staten van Drenthe hetzelfde. Godert Willem verloor ook zijn militaire positie in de lijfwacht van Willem V.
Gedwongen werkloos, trok Godert Willem zich terug uit het publieke leven op de havezate Oldenhof bij Vollenhove. Zijn broer Carel kwam er geregeld. Beide verbleven in de zomers vaak op de Havixhorst in Drenthe, waar hun oudste broer Jan Arend in 1785 met zijn gezin ook ging wonen omdat die zijn leven in Vollenhove na de omwenteling van 1785 niet meer zeker was. De broers wachtten op betere tijden. Die kwamen er in 1795. Allemaal vonden ze hun weg terug in het bestuur.

### Optreden in de Franse Tijd (1795-1813)
In 1795 werd Godert Willem De Vos van Steenwijk na de Bataafse Revolutie lid van de Provisionele Representanten van het Volk van Overijssel. Kort daarna werd hij gedeputeerde ter Staten-Generaal voor Overijssel. Gedurende de Franse tijd vervulde Godert Willem diverse hogere bestuursfuncties waarbij opvalt dat hij in 1802 zijn bestuursleven in Overijssel inruilde voor een bestuursleven in de Landschap Drenthe. Daar was hij na zijn huwelijk in 1798 gaan wonen op havezate De Havixhorst bij De Wijk. In 1805 werd hij, na een nieuwe departementale indeling van Nederland, voorzitter van het driekoppige landschapsbestuur samen met J. van Riemsdijk en Joachim Lunsingh Tonckens. Onder de vier jaren van Lodewijk Napoleon werd hij benoemd tot drost van Coevorden en de Landschap Drenthe en later kwartierdrost van Meppel. Na de annexatie in de Franse keizerrijk verloor Godert Willem zijn bestuursfuncties; hij werd benoemd tot vrederechter in het kanton Meppel.

### Voortzetting carrière tijdens het Verenigd Koninkrijk der Nederlanden (1814-1830)
In 1814 behoorde Godert Willem tot de dertien Drentse notabelen die in een vergadering van 600 notabalen de eerste grondwet van de Verenigde Nederlanden aanvaardden. Kort daarna werd hij benoemd tot lid van Provinciale Staten van Drenthe. In 1825 verliet hij - op zijn eigen verzoek - wegens zijn hoge leeftijd zijn plaats in de Provinciale Staten en vroeg ontslag als vrederechter in Meppel.

## Privéleven
Godert Willem woonde langdurig in zijn geboortehuis, havezate de Oldenhof in Vollenhove. Na de dood van zijn vader, in 1779, kreeg hij de havezate Hogenhof toebedeeld, maar hij bleef met zijn moeder op de Oldenhof wonen. Zij overleed in 1793. In 1798 trouwde de 50-jarige Godert Willem met de 26 jaar jongere Andrea van Holthe tot Rheebruggen (1773-1825). Na hun huwelijk gingen ze wonen op de Havixhorst in De Wijk. Samen kregen ze 5 kinderen:
- Jan Arend Godert baron de Vos van Steenwijk tot de Havixhorst (1799 - 1872), commissaris van de Koning in Drenthe
- Roelina Gijsberta Gardina barones de Vos van Steenwijk (1801 - 1866), die trouwde met jhr.mr. Haro van der Wijck (1798-1844)
- Reint Hendrik baron de Vos van Steenwijk tot Dikninge (1803 - 1875), lid Provinciale Staten Drenthe, wethouder De Wijk
- Petronella Adamina barones de Vos van Steenwijk (1805 - 1870), die trouwde met Albertus Sandberg (1810-1888), Statenlid
- Geertruid Agnes barones de Vos van Steenwijk (1807 - 1845), die trouwde met Jacob Hendrik van Rechteren van Appeltern (1787-1845), onder meer gouverneur van Overijssel en lid van de Tweede Kamer

Andrea overleed in 1825 op de Havixhorst in De Wijk; Godert Willem overleed daar in 1830 op 83-jarige leeftijd.

## Ridderorden en adellijke titels
- ridder, landcommandeur in de Duitse Orde Balije 1802, 19 september 1824
- baron - 11 maart 1821